# Megachile wahlbergi
Megachile wahlbergi là một loài Hymenoptera trong họ Megachilidae. Loài này được Friese mô tả khoa học năm 1901.